# Église Saint-Dizier de Saint-Dizier-l'Évêque
Pour les articles homonymes, voir Saint-Dizier.
L’église Saint-Dizier est une église du XIe siècle, protégée des monuments historiques, située à Saint-Dizier-l'Évêque dans le département français du Territoire de Belfort.

## Histoire
Un premier oratoire est mentionné dès 727 par une charte de l'abbaye de Murbach. Cet oratoire était le lieu d'inhumation de saint Didier de Rennes, prélat du VIIe siècle, assassiné dans les environs de Saint-Dizier-l'Évêque. Une nouvelle église est construite en 1041 et consacrée par l'archevêque de Besançon, Hugues 1er. L'église est ensuite remaniée aux XVIe, XVIIIe et XIXe siècles.
En 1881, une crypte est construite pour accueillir le caveau de saint Dizier.
L'église Saint-Dizier fait l’objet d’une inscription au titre des monuments historiques par arrêté du 6 janvier 1926.
Les dégâts apportés à l'abside du chœur en juin 1940 donnent l'occasion au verrier d'art Jacques Bony en 1947 d'imaginer et réaliser trois vitraux.

## Rattachement
L'église fait partie du regroupement de paroisses Sainte Anne qui est rattachée au diocèse de Belfort-Montbéliard.

## Mobilier

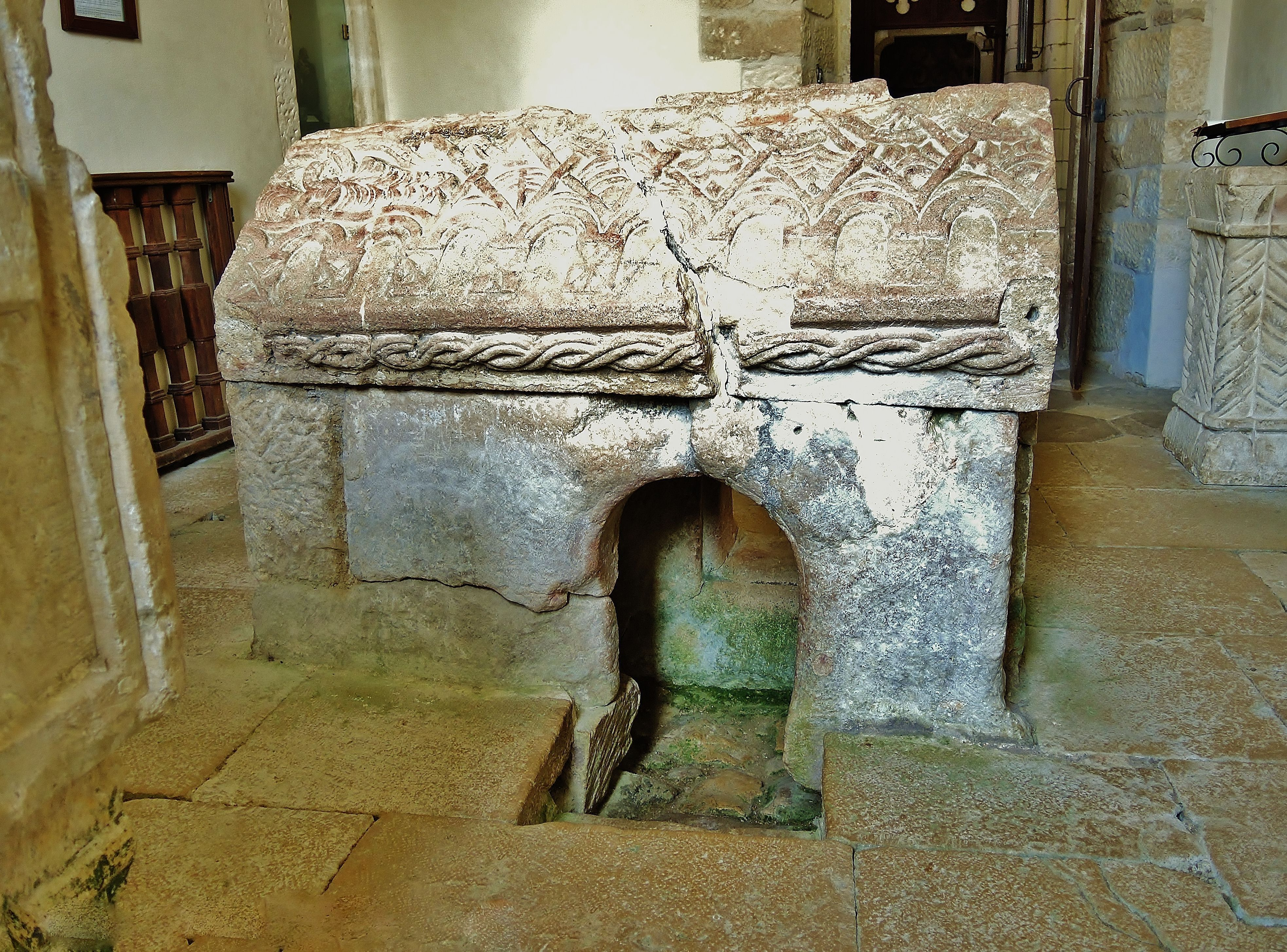
Tombeau de saint Dizier, dit la "Pierre des fous".

L'église renferme de nombreux éléments mobilier remarquables. Parmi ceux-ci, plusieurs sarcophages en pierre, dont l'un serait le tombeau de saint Dizier (VIIe siècle, classé à titre objet en 1931), un autre appelé la "Pierre des fous", est réputé avoir des vertus curatives (Xe siècle, classé à titre objet en 1931),, que complètent deux autres sarcophages des VIe et VIIe siècles,. La réputation de thaumaturge de saint Dizier et de ses reliques est à l'origine d'un pèlerinage thérapeutique pour les maladies mentales qui perdure jusqu'au milieu du XIXe siècle. 
Les autels en pierre datent du XIIe siècle.
L'église possède deux cloches en bronze datés de 1767 et 1772, classées à titre objet en 1942,, des fonts baptismaux du XVIIIe siècle, ainsi que plusieurs objets processionnels (reliquaires, calice, patène, porte cierges...) protégés à titre objet des monuments historiques.